# Varkensgatgroeve

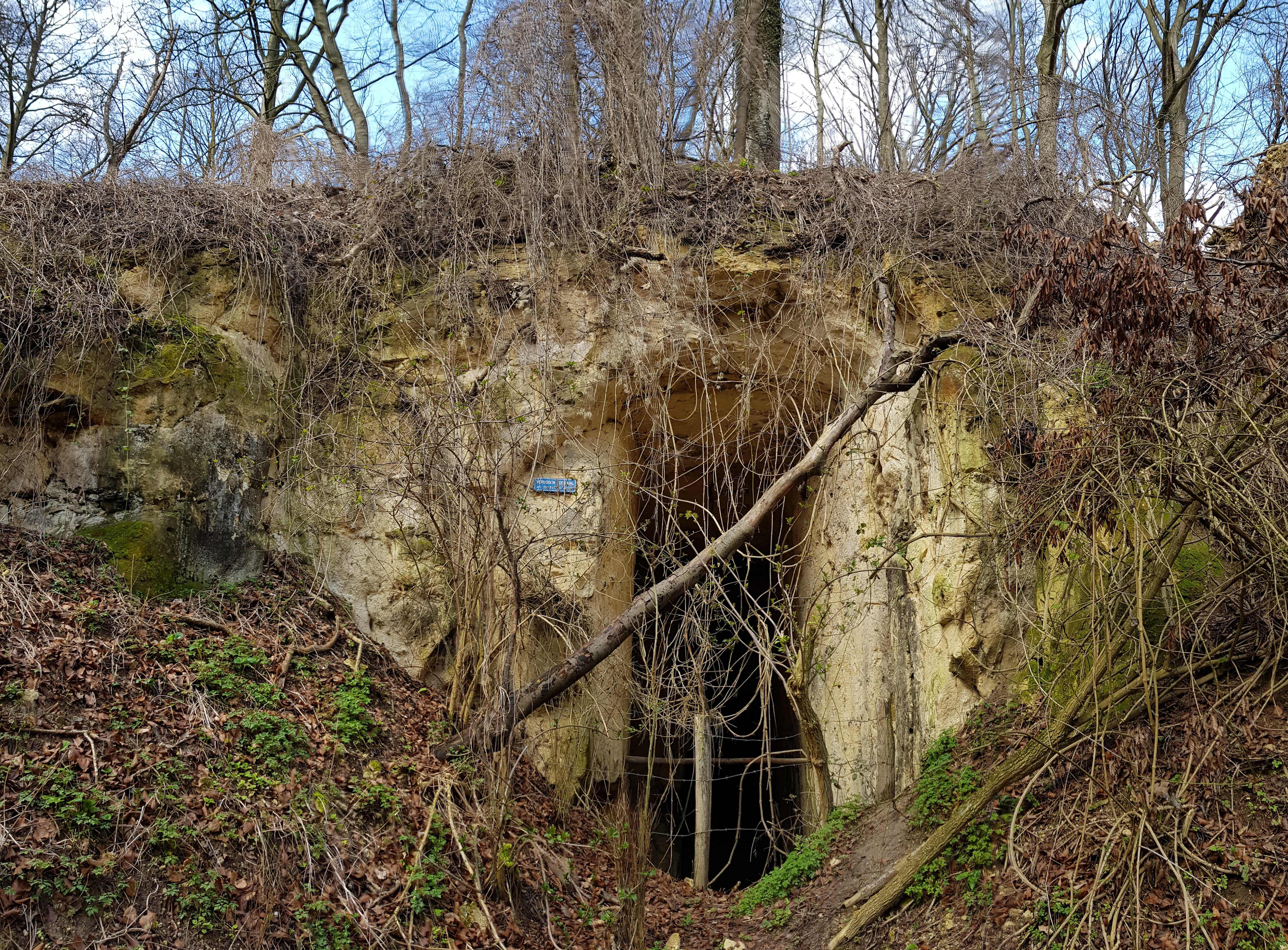
Varkensgatgroeve

De Varkensgatgroeve of Verkenlochske groeve is een Limburgse mergelgroeve in de Nederlandse gemeente Eijsden-Margraten. De ondergrondse groeve ligt tussen Gronsveld en Cadier en Keer aan de zuidoostzijde van de Riesenberg in de Dorregrubbe in het noordelijke deel van het Savelsbos. De groeve ligt aan de westelijke rand van het Plateau van Margraten in de overgang naar het Maasdal. Ter plaatse duikt het plateau een aantal meter steil naar beneden.
De groeve ligt langs een van de twee routes van Cadier en Keer naar Gronsveld, de andere via de Hotsboom en Groeve de Hel.
Op ongeveer 200 meter naar het westen liggen enkele mergelgroeves, namelijk de Groeve boven op de Riesenberg en de Riesenberggroeve. Op ongeveer 300 meter naar het noordwesten ligt de Groeve de Hel. Op ongeveer 500 meter naar het zuiden ligt Groeve op de Trichterberg I en op ongeveer 800 meter naar het zuiden liggen de groeves Trichterberggroeve, Grote Dolekamer en Kleine Dolekamer. Op ongeveer 400 naar het westen staat Huis De Beuk op de kop van de Riesenberg.

## Geschiedenis
De groeve werd door blokbrekers ontgonnen voor de winning van kalksteenblokken.
Sinds 1953 is het Savelsbos inclusief het gebied van deze groeve in beheer van Staatsbosbeheer.

## Groeve
De Varkensgatgroeve bestaat enkel uit een enkele gang met een lengte van 20 meter.
De groeve is uitgehouwen in Kalksteen van Gronsveld.
De groeve heeft een oplopende ingang en wordt gebruikt als verblijf voor vleermuizen.